# یواس‌اس ریکوین (اس‌اس-۴۸۱)
یواس‌اس ریکوین (اس‌اس-۴۸۱) (به انگلیسی: USS Requin (SS-481)) یک زیردریایی بود که طول آن ۳۱۱ فوت ۸ اینچ (۹۵٫۰۰ متر) بود. این زیردریایی در سال ۱۹۴۵ ساخته شد.